# زاكاري ليدر
زاكاري ليدر (بالإنجليزية: Zachary Leader)‏ هو صحفي وكاتب أمريكي، ولد في 1946 في نيويورك في الولايات المتحدة.